# O Bofe
O Bofe é uma telenovela brasileira produzida e exibida pela TV Globo de 17 de julho de 1972 a 23 de janeiro de 1973, em 143 capítulos. Substituiu Bandeira 2 e foi substituída por O Bem-Amado, sendo a 16ª "novela das dez" exibida pela emissora. 
Escrita por Bráulio Pedroso e dirigida por Daniel Filho e Lima Duarte, foi a última novela produzida em preto-e-branco no horário.
Teve Jardel Filho, Cláudio Marzo, Betty Faria, José Wilker, Cláudio Cavalcanti, Ilka Soares, Eloísa Mafalda, Paulo Gonçalves, Susana Vieira, Nilson Condé, Renée de Vielmond, Zilka Salaberry e Ziembinski nos papéis principais.

## Sinopse
A trama apresentava vários personagens e tipos caricatos e excêntricos que lutam por ascensão social e, em contato uns com os outros, transformavam a novela numa imensa crônica social:
Guiomar, uma bela viúva suburbana, era uma mulher tão insegura que saía de peruca loira para procurar emprego em Copacabana. Extremamente sensível, Guiomar vivia com a mãe, a velha polaca Stanislava Grotowiska, que se embebedava de xarope e sonhava com um príncipe trapezista.
Dorival e Demetrius são mecânicos. Grandes amigos e parceiros na oficina de Sérgio Marreta no subúrbio, os dois são perfeitas encarnações da gíria “bofe”: broncos, mal-educados e com uma queda para a pilantragem. Nos finais de semana, Dorival se veste impecavelmente, com terno e gravata, para impressionar as moças ricas, que tenta conquistar nos seus passeios pela Zona Sul. Num desses passeios, acaba impressionando e se apaixonando por Guiomar, julgando-a rica. Já Demetrius, conhecido como O Grego, é especialista em reformar carros destruídos para revendê-los como novos. Seu “talento” é recompensado quando ele é descoberto pelo marchand Bianco e se torna famoso como artista plástico.
Bandeira, personificação da crítica ao mundo de aparências e aos falsos artistas, é um hippie subversivo e decorador de interiores. Arranca dinheiro dos ricos deslumbrados que buscam o que há de mais moderno e "artístico" em decoração. O decorador aplica no apartamento dos clientes o seu peculiar estilo, que consiste em destruir a mobília e pintar, toscamente, as paredes de preto-e-branco.
Outro personagem é Manoel Carlos, conhecido como Maneco, herdeiro da abastada tia Carlota. Para apressar a morte da tia e se apoderar da fortuna, Maneco conta com a ajuda do amigo Bandeira para arquitetar várias armadilhas contra a velha que sempre escapa ilesa na última hora.
Carlota é uma senhora simpática, abnegada e extremamente religiosa que era apaixonada pelo Padre Inocêncio, na verdade outro picareta de olho na sua fortuna. O único personagem disposto a ajudar Tia Carlota é o Dr. Paulo Munhoz, médico da senhora que não aceitou ser comprado por Maneco e Bandeira.
Suzana Leopoldina era uma nova-rica noiva do francês Sávio Chatellié e que fazia de tudo para se adequar à alta sociedade. Dublê de socialite, era conhecida pela seu comportamento cafona e espevitado. Fazia parte do júri no programa Buzina do Chacrinha.
Gonzaguinha era uma grotesca macumbeira, que lembrava uma desajeitada bruxa. Na verdade, uma maneira imoral que encontrou para ganhar dinheiro. Vivia com os três filhos: o sedutor Caíto que, para enriquecer, queria dar o golpe do baú na rica e mimada Débora, filha do falido empresário José Pistola e da dondoca Consuelo, casal que faz de tudo para manter a alta posição social; a caçula Sandra, menina esperta e companheira da mãe na imoralidade; e Marilene, o oposto de todos: simples e extremamente honesta. Vendedora de livros e melhor amiga de Guiomar, Marilene era apaixonada por Demetrius, mas vivia em atrito com ele constantemente.

## Elenco
| Interprete          | Personagem                     |
| ------------------- | ------------------------------ |
| Jardel Filho        | Dorival Cruz                   |
| Cláudio Marzo       | Demétrius (Grego)              |
| Betty Faria         | Guiomar                        |
| Ziembinski          | Stanislava Grotoviska          |
| Zilka Salaberry     | Carlota Vidigal                |
| José Wilker         | Bandeira                       |
| Cláudio Cavalcanti  | Manoel Carlos Vidigal (Maneco) |
| Ilka Soares         | Suzana Leopoldina              |
| Eloísa Mafalda      | Gonzaguinha                    |
| Paulo Gonçalves     | Padre Inocêncio                |
| Susana Vieira       | Marilene                       |
| Edson França        | Bianco                         |
| Nilson Condé        | Caíto                          |
| Renée de Vielmond   | Débora Pistola                 |
| Milton Moraes       | Sérgio Marreta                 |
| Paulo Villaça       | Dr. Paulo Munhoz               |
| Elizângela          | Sandra                         |
| Ana Maria Magalhães | Vilma                          |
| Miriam Pires        | Consuelo Pistola               |
| Antônio Pedro       | Pedro (Pedroca / Pedrão)       |
| Marilu Bueno        | Marilu                         |
| José Lewgoy         | Barão Sávio Chatellié          |
| Darlene Glória      | Marina                         |
| Vera Manhães        | Marta (Martinha)               |
| Betty Saddy         | Juliana                        |
| Juan Daniel         | Palhaço Popó                   |
| Geraldo Carbutti    | Sacristão Sávio                |

### Participações especiais
| Interprete       | Personagem     |
| ---------------- | -------------- |
| Walter Stuart    | Signore Gino   |
| Antônio Victor   | Frei Francisco |
| Márcia Rodrigues | Kátia          |
| Telmo Avelar     | Santelmo       |

## Produção
O Bofe é uma comédia que debocha dos conflitos entre a classe média do subúrbio e a alta sociedade da Zona Sul do Rio de Janeiro. A novela é repleta de personagens excêntricos com comportamento insensato, no limite da caricatura, quase todos empenhados em ascender social e financeiramente, chegando a situações que beiram o absurdo. O tom crítico e sarcástico da história já ficava evidente nas chamadas que antecederam a estreia: “O Bofe: uma sátira de Bráulio Pedroso ao nosso meio ambiente, contra a poluição social”.
A palavra "bofe" era gíria da época que designava homem feio ou desengonçado, mesma caracterização dos mecânicos Dorival e Demetrius, interpretados por Jardel Filho e Cláudio Marzo, respectivamente. Há alguns anos, a gíria passou a ser utilizada pelas comunidades gays e pelo público feminino com denotação contrária: homem atraente, másculo e bonito.
Foi a primeira e última telenovela dirigida por Lima Duarte na Globo. Já tinha tido a experiência com o sucesso Beto Rockfeller (1968), na Tupi, dentre outras novelas.
Bráulio Pedroso precisou se afastar da novela por conta de uma hepatite e foi substituído pelo estreante Lauro César Muniz, que havia sido contratado pela TV Globo para escrever o seriado Shazan, Xerife e Cia O novo autor procurou manter o tom irônico do texto, mas em uma linha menos fantasiosa, a fim de reforçar a identidade do público com os personagens, já que a novela não ia bem em termos de audiência. Mesmo ganhando um viés mais realista, a novela manteve seu apelo fantástico no capítulo final, que teve três desfechos diferentes, dando ao telespectador a oportunidade de escolher o seu favorito. A última cena reuniu todos os personagens da novela, vivos e mortos.
José Wilker, inconformado com a saída de Bráulio Pedroso, pediu para deixar o elenco da telenovela. Autor e diretores se reuniram a fim de discutir um final coerente ao personagem de Wilker, optando pela morte dele. E assim se fez: Bandeira, seu personagem, ao ouvir uma piada do amigo Maneco, morreu de tanto rir!
Daniel Filho narra em seu livro Antes que me Esqueçam:
| “                                              | Nós dedicávamos o horário das dez da noite às experiências, modificações, ousadias. A novela não foi bem de público. Na verdade, não foi bem recebida, não tinha popularidade. Mas nós gostávamos muito dela. Para mim, O Bofe foi um fracasso. Eu gostava, mas não deu certo | ” |
| — Daniel Filho, no livro Antes que me Esqueçam | |   |

O Bofe marcou a estreia de José Lewgoy, Marilu Bueno e Jorge Dória na TV Globo. Stanislava Grotowiska, brilhantemente interpretada por Ziembinski, foi a primeira personagem travestida da história da telenovela brasileira, uma ideia do próprio ator. Cláudio Marzo, pela primeira vez, deixou de interpretar um galã para encarnar a caótica figura do artista plástico Demetrius, um desiludido, com uma imensa barba e um jeito sujo de ser - embora um elemento poético da história, citando trechos de poesias de Mário de Sá Carneiro. Suzana Leopoldina, a personagem de Ilka Soares, foi inspirada na socialite Sílvia Amélia de Waldner. No papel de Inocêncio, um picareta, o ator Paulo Gonçalves dava um golpe fazendo passar-se por padre. Quando a Censura percebeu a "jogada" (depois de todo mundo), obrigaram o autor a manter o personagem como padre, punindo-o devidamente no final.
A trilha sonora da novela foi toda composta pela dupla Roberto Carlos e Erasmo Carlos.
Todos os capítulos de O Bofe foram perdidos no incêndio ocorrido nos estúdios da TV Globo no Rio de Janeiro, em 1976, restando apenas chamadas de estreia e fotos de bastidores.[carece de fontes?]

## Trilha sonora

### O Bofe
O Bofe é a trilha sonora da telenovela homônima brasileira exibida pela TV Globo, lançada em agosto de 1972 pelo selo Som Livre (a divisão fonográfica da gravadora SIGLA), conta com coordenação geral de João Araújo e produção musical de Eustáquio Sena, contendo às canções inéditas compostos por Roberto Carlos e Erasmo Carlos, que tocaram nas cenas da telenovela evocando temas como ambição, falsidade, contrastes sociais, o subúrbio carioca, os sonhos de ascensão, o delírio romântico e o humor debochado característico da trama.
Em dezembro de 2006, a trilha sonora de O Bofe foi relançada em formato CD, como parte da série Som Livre Masters.

### Lista de faixas
Às músicas foi compostos pela dupla Roberto Carlos e Erasmo Carlos, exclusivamente para trilha da novela.
| Lado A |                                              |                               |         |  |
| N.º    | Título                                       | Intérprete(s)                 | Duração |  |
| 1.     | "Fala, Dorival" (Tema de Dorival)            | Renata & Flávio               | 2:28    |  |
| 2.     | "Instantes"                                  | Jacks Wu                      | 3:11    |  |
| 3.     | "Rainha da Moda"                             | Elza Soares                   | 2:27    |  |
| 4.     | "Porcelana, Vidro e Louça" (Tema da Carlota) | Osmar Milito, Luna e Suza     | 2:07    |  |
| 5.     | "Madame Sabe Tudo" (Tema da Stanislava)      | Erasmo Carlos                 | 2:44    |  |
| 6.     | "O Bofe" (Tema de abertura)                  | Osmar Milito e Quarteto Forma | 2:26    |  |

| Lado B |                                       |                 |         |  |
| N.º    | Título                                | Intérprete(s)   | Duração |  |
| 7.     | "Perdido no Mundo" (Tema de Bandeira) | Eustáquio Sena  | 3:02    |  |
| 8.     | "Quem Mandou" (Tema de Débora)        | Djalma Dias     | 2:05    |  |
| 9.     | "Só de Brincadeira" (Tema de Guiomar) | Sandra          | 3:42    |  |
| 10.    | "Moço" (Tema de Maneco)               | Betinho         | 2:07    |  |
| 11.    | "Grego Só" (Tema da Demétrius)        | Vips            | 3:36    |  |
| 12.    | "Mapa do Tesouro"                     | Cláudio Faissal | 2:51    |  |

### O Bofe – Internacional
O Bofe – Internacional é a segunda trilha sonora da telenovela brasileira homônima exibida pela TV Globo, lançada em outubro de 1972 pelo selo Som Livre (a divisão fonográfica da gravadora SIGLA), que reúne as músicas cantados em inglês pelas vozes por conjunto musical Excelsior, o cantor britânico Elton John, o grupo vocal americano Detroit Emeralds, o girl group The Supremes, o cantor Jim Sullivan, o grupo feminino Honey and the Bees, a banda pop The Jackson 5 e a cantora Dionne Warwick, além de instrumentais executados por Pop Concerto Orchestra, Free Sound Orchestra e o instrumentista Alain Patrick. As músicas foram utilizadas para ambientar cenas da telenovela, evocando temas como a melancolia e o desencanto com a realidade social, a aspiração à ascensão de classe, os conflitos entre aparência e essência, os contrastes entre o subúrbio e a Zona Sul carioca, bem como a sátira à futilidade da elite urbana.

### Lista de faixas
| Lado A |                                                      |                           |                        |         |  |
| N.º    | Título                                               | Compositor(es)            | Intérprete(s)          | Duração |  |
| 1.     | "Alone Again (Naturally)"                            | O'Sullivan                | Excelsior              | 3:38    |  |
| 2.     | "Rocket Man" (Tema de Demétrius)                     | Elton John B. Taupin      | Elton John             | 4:39    |  |
| 3.     | "Arabian Melody" (Instrumental, tema de Gonzaguinha) | Lan Wira Charles Gordanne | Pop Concerto Orchestra | 2:10    |  |
| 4.     | "Baby Let Me Take You"                               | Abrim Tilmon              | Detroit Emeralds       | 3:51    |  |
| 5.     | "Your Wonderful Sweet Sweet Love"                    | W. Robinson               | The Supremes           | 2:58    |  |
| 6.     | "Sweet Concert" (Instrumental)                       | W. Blanc A. Faye          | Free Sound Orchestra   | 2:50    |  |

| Lado B |                                                                                    |                                      |                    |         |  |
| N.º    | Título                                                                             | Compositor(es)                       | Intérprete(s)      | Duração |  |
| 7.     | "Concerto para um Verão (Concerto pour un Eté)" (Instrumental, tema de Stanislava) | A. Morisod                           | Alain Patrick      | 3:31    |  |
| 8.     | "Waitin' Line"                                                                     | J. Lanza J. C. Messina               | Spyder's Gang      | 2:21    |  |
| 9.     | "I'll Be Here" (Tema de Dorival)                                                   | Jim Sullivan                         | Jim Sullivan       | 2:17    |  |
| 10.    | "Precious Little Things"                                                           | W. Robinson M. Tarplin P. Moffett    | The Supremes       | 3:16    |  |
| 11.    | "It's Gonna Take A Miracle"                                                        | T. Randazzo B. Weinstein L. Stallman | Honey and the Bees | 2:58    |  |
| 12.    | "Love Song"                                                                        | The Corporation T.M.                 | The Jackson 5      | 3:08    |  |
| 13.    | "MacArthur Park"                                                                   | J. Webb                              | Dionne Warwick     | 2:24    |  |